# 지로나도
지로나 도(카탈루냐어: Girona) 또는 헤로나 도(스페인어: Gerona)는 스페인 북동부에 위치한 카탈루냐 지방의 도로, 도청 소재지는 지로나다. 스페인어와 카탈루냐어를 쓴다. 지로나 도는 바르셀로나 주와 례이다 도, 프랑스와 경계를 맞대고 있으며 지중해와 인접해 있다. 인구는 731,864명(2008년 기준)이며 면적은 5,910km2이다.